# Ferrari 268 SP
La 268 SP è una autovettura da competizione prodotta dalla Ferrari nel 1962 in un solo esemplare.

## Il contesto
La 268 SP apparteneva ad una serie di modelli Ferrari che erano caratterizzati dal fatto di avere il motore montato posteriormente; questa categoria di vetture fu sviluppata a partire dal 1961. Vennero preparati quattro modelli, tutti con cilindrata diversa: la 196 SP, la 248 SP, la 286 SP e, appunto, la 268 SP.
Le prime due cifre della sigla numerica nel nome di questo modello richiamavano la cilindrata del propulsore, che era di circa 2,6 L, mentre l'ultima il numero di cilindri. Questo motore, che era un V8, fu progettato da Carlo Chiti e venne ottenuto modificando l'albero a gomiti del propulsore della 248 SP. Con questa rettifica si ottenne l'allungamento della corsa da 66 mm a 71 mm, ma fu mantenuto inalterato l'alesaggio; in questo modo la cilindrata fu aumentata da 2458,70 cm³ a 2644,96 cm³.

## Le competizioni
La 268 SP debuttò sotto le insegne della Ferrari il 23 giugno 1962 alla 24 Ore di Le Mans. Alla guida si alternarono Giancarlo Baghetti e Ludovico Scarfiotti, ma l'esemplare si ritirò per problemi al cambio. In seguito fu venduto negli Stati Uniti, ma ottenne scarsi risultati sportivi a causa della sua inaffidabilità.

## Caratteristiche tecniche

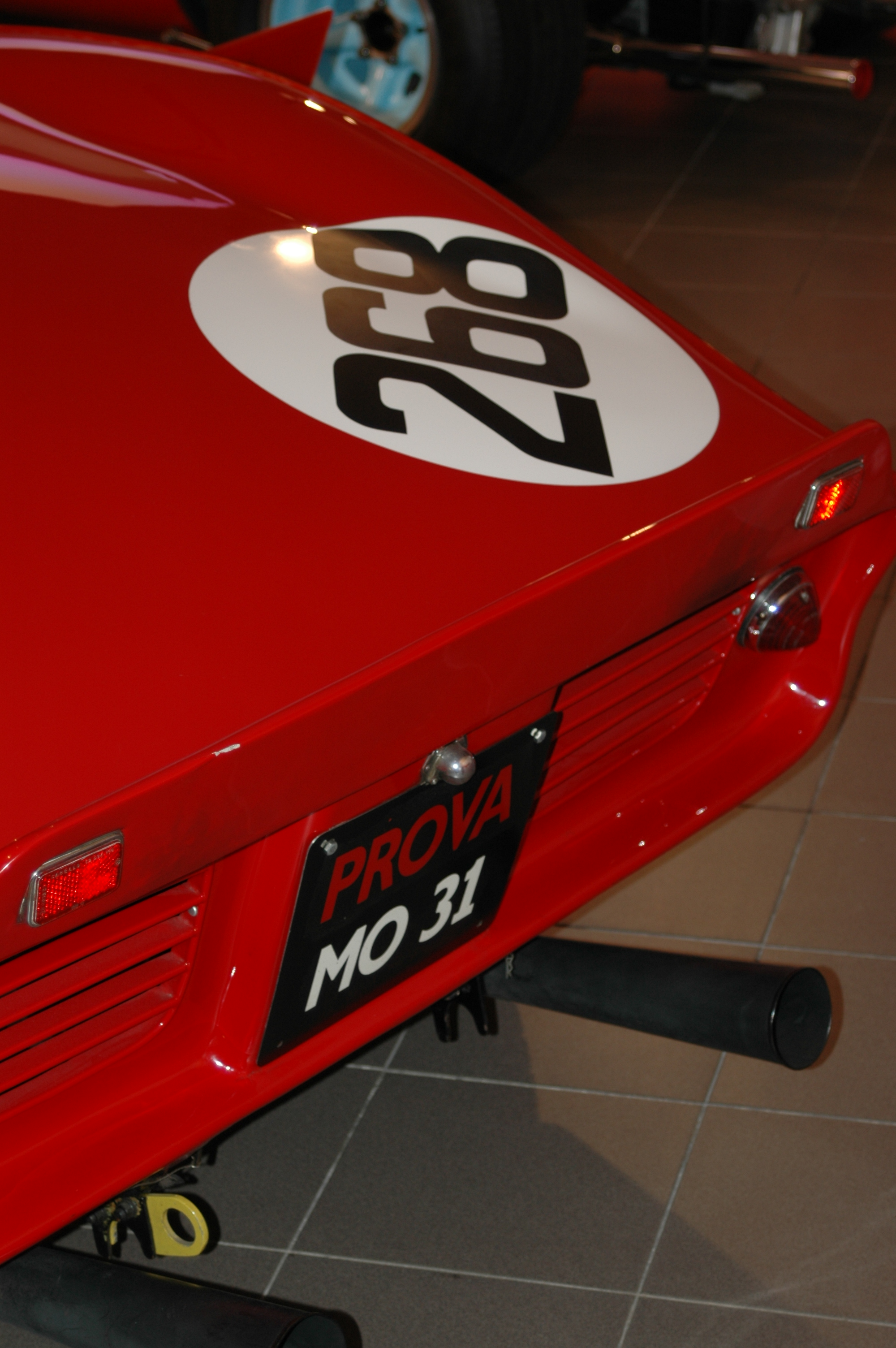
Coda con targa di prova

Il motore era un V8 a 90° posteriore, longitudinale e non sovralimentato. L'alesaggio e la corsa erano rispettivamente 77 mm e 71 mm, che portavano la cilindrata totale a 2644,96 cm³. Il rapporto di compressione era di 9,8:1. Il monoblocco e la testata erano fabbricati in lega leggera. La potenza massima erogata dal propulsore era di 265 CV a 7000 giri al minuto.
La distribuzione era costituita da un singolo albero a camme in testa che comandava due valvole per cilindro. L'alimentazione era assicurata da quattro carburatori a doppio corpo di marca Weber e modello 40 IF2C. L'accensione era singola ed il relativo impianto comprendeva un solo spinterogeno. La lubrificazione era a carter secco, mentre la frizione era multidisco.
Le sospensioni erano indipendenti, con quadrilateri trasversali, molle elicoidali e ammortizzatori telescopici. Quelle anteriori possedevano anche una barra stabilizzatrice. I freni erano a disco sulle quattro ruote, mentre la trasmissione era formata da un cambio manuale a cinque rapporti più la retromarcia. Lo sterzo era a pignone e cremagliera. La trazione era posteriore.
Il telaio era tubolare in acciaio, mentre la carrozzeria era spider a due posti.